# ألكسندر فيدوتينكوف
ألكسندر نيكولايفيتش فيدوتينكوف (بالروسية: Aleksandr Nikolaevich Fedotenkov؛ وُلد في 7 يناير 1959) هو ضابط بحري روسي سابق برتبة نائب أميرال، شغل منصب نائب القائد العام للبحرية الروسية بين عامي 2013 و2018، وقبلها قاد أسطول البحر الأسود بين يونيو 2011 وأبريل 2013.

## السيرة والخدمة المبكرة
وُلد فيدوتينكوف في بلدة سيلتسو بأوبلاست بريانسك، روسيا السوفيتية؛ وتخرّج عام 1981 في «المدرسة البحرية العليا للبحر الأسود باسم ناخيموف»، ثم خدم في الأسطول الشمالي وتدرّج من مهندس مختبر إلى مساعد أول لقائد غواصة. وواصل التأهيل في «الصفوف العليا التخصصية للضباط» (1992)، ثم تولى قيادة الغواصة B-524 سنة 1993، قبل أن يُعيَّن نائبًا لقائد فرقة الغواصات رقم 33. وفي عام 2000 تخرّج من «الأكاديمية البحرية باسم ن. غ. كوزنتسوف»، وتولى رئاسة أركان الفرقة السابعة للغواصات ثم قيادتها (2002–2005)، قبل أن يُكمل «أكاديمية هيئة الأركان العامة» سنة 2007.

## قيادة القواعد والأساطيل
عُيِّن فيدوتينكوف قائدًا لقاعدة لينينغراد البحرية (2009–2011)، ثم صدر مرسوم رئاسي في 24 يونيو 2011 بتعيينه قائدًا لأسطول البحر الأسود خلفًا لفلاديمير كوروليوف. وفي 13 ديسمبر 2012 رُقِّي إلى رتبة نائب أميرال بموجب قرار رسمي لوزارة الدفاع الروسية.

## نائب القائد العام والتمارين الروسية–الصينية
في 17 أبريل 2013 عُيِّن فيدوتينكوف نائبًا للقائد العام للبحرية الروسية. وخلال شغله المنصب مثَّل البحرية الروسية كمدير عام من جانبها في سلسلة تمارين «مُرَاس/Joint Sea» مع بحرية جيش التحرير الشعبي:
تمرين «مرَاس 2015» في البحر المتوسط (11–21 مايو 2015)، حيث تولّى فيدوتينكوف قيادة التمرين من الجانب الروسي؛ وشاركت تسع سفن من الجانبين، بينها الطراد الروسي موسكفا والفرقاطتان الصينيتان لينيي وويفانغ. أكدت وكالة تاس ورويترز ووزارة الدفاع الروسية تفاصيل القيادة والمشاركات.
تمرين «مرَاس 2016» قبالة تشانجيانغ في غوانغدونغ (12–19 سبتمبر 2016) في بحر الصين الجنوبي؛ ذكرت تشاينا ديلي أن فيدوتينكوف قاد التمرين من الجانب الروسي، وأنه شاركت فيه ثلاث سفن سطح روسية وسفينتا إمداد ومشاة بحرية، إلى جانب عشر سفن صينية وطيران بحري.
كما أدلى فيدوتينكوف بتصريحات صحفية بصفته نائب القائد العام بشأن خطط انتشار الأساطيل والجاهزية القتالية ومشروعات الغواصات، منها حديثه عن «سيفيرودفينسك» (مشروع 885) في مارس 2016.

## التقاعد والمهام المدنية
أُعفي فيدوتينكوف من منصبه العسكري وأُحيل إلى التقاعد عند بلوغ السن النظامية عام 2018. ومنذ 2018 يعمل مستشارًا للمدير العام في «مكتب مالاخيت البحري للهندسة» بسانت بطرسبرغ لشؤون بناء السفن الحربية، وهو ما تؤكده بيانات فعاليات المكتب وتقارير مؤسسات بحثية روسية حديثة.

## الأوسمة
وسام الشجاعة (روسيا الاتحادية).
وسام «من أجل الخدمة للوطن في القوات المسلحة للاتحاد السوفيتي» (الدرجة الثالثة).